# Kaykaus II
'Izz al-Dīn Kaykā'ũs bin Kaykhusraw, anche Kaykaus II (arabo عز الدين كيكاوس بن كيخسرو; turco II. Izzeddin Keykavus; ... – Crimea, 1279/80), fu sultano del sultanato turco di Rum dal 1246 al 1262. Appartenente alla dinastia selgiuchide, regnò congiuntamente ai fratelli Qilij Arslan IV e Kayqubad II.

## Vita
Kaykaus era il maggiore dei tre figli di Kaykhusraw II; sua madre si chiamava Prodoulia, etnicamente greca. Stando a Rustam Shukurov, Kaykays II "possedeva un'identità cristiana e musulmana, un'identità resa ancora più complicata da una duplice identità greca e turco-persiana".
Quando suo padre morì nel 1246 e Kaykaus gli succedette al trono, egli era ancora un ragazzo, e fu impotente di fronte alla conquista mongola dell'Anatolia. Per la maggior parte del suo regno come Sultano di Rum, egli condivise il trono con i suoi fratelli Qilij Arslan IV e Kayqubad II.
Il comandante mongolo Baiju minacciò il Sultano di Rum, che era in ritardo con i suoi tributi, e chiese nuovi pascoli in Anatolia per i cavalli mongoli; sconfitto dai mongoli, Kaykaus fuggì nei Balcani bizantini nel 1256, dove fu accolto come un ospite. Kayqubad si appellò quindi a Berke Khan dell'Orda d'Oro; Nogai Khan invase l'impero nel 1265 e liberò Kaykaus e i suoi uomini dopo che l'imperatore bizantino Michele VIII Paleologo prese un convoglio da Cairo a Berke. Quest'ultimo diede a Kaykaus appannaggio in Crimea, e lo fece sposare con la figlia Urbay Khatun. Kaykaus vi morì in esilio tra il 1279 e il 1280.

## Eredità
Seppur deposto ed esiliato, Kaykaus restò popolare tra i turkmeni in Anatolia e una minaccia per la stabilità dei rapporti tra i mongoli e i selghiuchidi. Il visir Fakhr al-Din Ali fu imprigionato nel 1271 per aver collaborato con lui. Fu da Kaykaus che nel 1276 Karamanoğlu Mehmed Bey cercò aiuto nella sua insurrezione contro i mongoli. Dal momento che Kaykaus non era in grado di aiutarlo, Mehmed Bey pensò che fosse meglio avere un rappresentante della linea di Kaykaus dalla sua parte, anche se fosse solo un impostore, e nominò Jimri come capo della rivolta. Kaykaus mandò in seguito molti dei suoi figli dalla Crimea come pretendenti, uno dei quali, Masud II, riuscì infine a conquistare il trono selgiuchide nel 1280.
Alcuni storici moderni considerano il nobile bizantino Athanasios Soultanos il fratello o il figlio di Kaykaus, il che è però improbabile data la tarda età in cui visse il principe. Esiste però un altro ramo della famiglia aristocratica cristianizzata dei Soultanoi che invero ebbe inizio da un familiare diretto di Kaykaus, da cui il nome.
Nel periodo ottomano, Sheikh Bedreddin, sostenuto in gran parte dai migranti turkmeni dei Balcani, si proclamava discendente di Kaykaus II.